# Yves Delvingt
Pour les articles homonymes, voir Delvingt.
Yves Delvingt, né le 8 février 1953, est un judoka français évoluant dans la catégorie des moins de 65 kg, mi-légers. Il est le frère du judoka Guy Delvingt.

## Biographie
Il est notamment vice-champion du monde de judo en 1979 à Paris, champion d'Europe en 1977 et détenteur de trois médailles de bronze européennes.
Il participe, en 1976 et en 1980, au tournoi olympique : il réalise son meilleur résultat à Moscou en terminant à la cinquième place.
Après sa carrière, il occupera le poste d’entraîneur national en chef de l’équipe de France féminine.
Il reçoit en 2015 la ceinture rouge et blanche du 8e dan.

## Palmarès

### Compétitions internationales
| Année | Compétition           | Lieu         | Résultat | Catégorie      |
| ----- | --------------------- | ------------ | -------- | -------------- |
| 1975  | Championnats d'Europe | Lyon         | 3e       | Moins de 63 kg |
| 1976  | Championnats d'Europe | Kiev         | 3e       | Moins de 63 kg |
| 1977  | Championnats d'Europe | Ludwigshafen | 1er      | Moins de 65 kg |
| 1979  | Championnats d'Europe | Bruxelles    | 3e       | Moins de 65 kg |
| 1979  | Championnats du monde | Paris        | 2e       | Moins de 65 kg |

### Grades
Ceinture Blanche-rouge 8e DAN.